# チヨニシキ
チヨニシキは、1985年（昭和60年）に愛知県農業総合試験場によって育成されたイネ（稲）の品種。「トヨニシキ」を花粉親、「初星」を種子親とする交配によって育成された。錦のような稲が長く栄えることを願って命名された。
千粒重は23.5gで中粒。熟期は中生で、耐冷性があり、多収。強稈で耐倒伏性は強。いもち病にもやや強である。
トヨニシキの食味を改善した品種として普及したが、「コシヒカリ」などの良食味品種に押されて減少し、酒造用掛米などの加工用米や飼料用米として生産されている。